# Wjatscheslaw Kasimirowitsch Wiskowski
Wjatscheslaw Kasimirowitsch Wiskowski (russisch Вячеслав Казимирович Висковский; * 1881 in Odessa, Russisches Kaiserreich; † 1933 in Leningrad, Sowjetunion) war ein russischer Filmregisseur, Drehbuchautor und Schauspieler, ein Veteran des Kinos im Russischen Kaiserreich.

## Leben und Wirken
Wjatscheslaw Kasimirowitsch Wiskowski ging in seiner Heimatstadt Odessa zur Schule und besuchte seit der Jahrhundertwende die kaiserliche Theaterschule in Moskau. Nach seinem Abschluss 1904 trat er am Theater auf und wirkte als Darsteller und Regisseur an Bühnen in Odessa, Kiew, Jekaterinburg und Astrachan. 1913 stieß Wiskowski zur in Russland bis dahin noch kaum entwickelten Kinematographie. Dort begann er anfänglich mit der Erstellung von Drehbüchern, ab 1915 ist er auch als Regisseur nachweisbar. Wiskowskis Werke sind typisch für das Kino der ausgehenden Zarenzeit: er inszenierte Dramen, Melodramen, Historienepen und Romanzen. Im Frühjahr 1917 war Wiskowski einer der ersten Regisseure, der mit dem Dokumentarfilm „Welikije dni rossijskoj revoljuzii s 28.2. po 4.3. 1917 goda“ den Sturz von Zar Nikolaus filmisch begrüßte. 
Die rigiden Auswirkungen der bolschewistischen Diktatur auf das Filmschaffen und der damit vorübergehende Zusammenbruch der Kinematographie in seiner sozialistisch gewordenen Heimat veranlasste Wiskowski zunächst zur Rückkehr ans Theater (1920/21) und schließlich zur Emigration in die Vereinigten Staaten, wo er in Hollywood in verschiedenen Bereichen der Filmherstellung tätig wurde. Nach seiner Rückkehr in die UdSSR 1924 nahm Wiskowski seine Tätigkeit als Filmregisseur wieder auf. Am bemerkenswertesten seiner unter Sowjet-Herrschaft entstandenen Inszenierungen geriet der groß angelegte Bilderbogen „Dewjatoje janwarja“, mit dem Wiskowski 1925 die 20 Jahre zuvor gescheiterte Revolution feierte. Einige seiner späten Kinoinszenierungen fanden zwar Zuspruch beim Publikum, stießen jedoch bei der staatlich gelenkten Sowjetpresse auf scharfen Widerspruch, sodass Wiskowski bald nicht mehr Regie führen durfte. Zuletzt fand Wjatscheslaw Wiskowski nur noch ein wenig Beschäftigung als Schauspieler.

## Filmografie
als Regisseur, wenn nicht anders angegeben
- 1915: Belaja kolonnada
- 1915: Durakam stschastje
- 1915: Jelena Pawlowna i Serschka
- 1915: Perwaja ljubowij
- 1916: Alim, Krimskij rasbojnik (auch Drehbuch)
- 1916: Anton Kretschet (Co-Regie)
- 1916: Wassilissa
- 1916: Ljubwi sjurpiri tschetnije
- 1916: Ne ubij
- 1917: Bataljon perwow marta
- 1917: Bolotnij schwetok
- 1917: Pod oblomkani samodertschawija
- 1917: Wenschal ich Satana
- 1918: Posledneje tango
- 1918: Smjat i rastoptan  moj duschistij zwetok
- 1919: Zentschina, kotoraja  izobrela ljubow
- 1924: Krasnije partisani
- 1924: Tschaj (auch Drehbuch)
- 1925: Dewjatoje janwarja
- 1925: Minaret smerti
- 1928: Tretja tschena mulli
- 1928: Kabu (auch Co-Drehbuch)
- 1929: Oblomok imperii (nur Schauspieler)
- 1932: Beschenjez (nur Schauspieler)